# Liste der Kulturdenkmäler in Ailertchen
In der Liste der Kulturdenkmäler in Ailertchen sind alle Kulturdenkmäler der rheinland-pfälzischen Ortsgemeinde Ailertchen aufgeführt. Grundlage ist die Denkmalliste des Landes Rheinland-Pfalz (Stand: 21. Dezember 2021).

## Einzeldenkmäler
| Bezeichnung | Lage                                    | Baujahr                   | Beschreibung                                                                     | Bild                           |
| ----------- | --------------------------------------- | ------------------------- | -------------------------------------------------------------------------------- | ------------------------------ |
| Quereinhaus | Gartenstraße 2 Lage                     | Ende des 17. Jahrhunderts | Fachwerk-Quereinhaus, Ende des 17. Jahrhunderts, Wirtschaftsteil 18. Jahrhundert | Fotos hochladen                |
| Zisterne    | Hauptstraße, bei Nr. 14 Lage            | spätes 18. Jahrhundert    | Zisterne; Brunnendurchmesser ca. 1–1,50 m, Bruchstein, spätes 18. Jahrhundert    | Fotos hochladen                |
| Wegekreuz   | südwestlich des Ortes an der B 255 Lage | 1868                      | Steinkreuz, wohl von 1868                                                        | weitere Bilder Fotos hochladen |